# 단계적 상호계산이론
전통적인 상호계산이론은 상호계산불가분의 원칙을 인정하나, 이른바 단계적 상호계산이론은 상호계산불가분의 원칙을 부정하고 상호계산기간 중에도 채권•채무가 발생할 때마다 잔액이 확정된다는 입장을 취한다.

### 예시
예컨대 A와B를 당사자로 하는 상호계산(계산기간:1월1일~6월30일)에서 2월 1일 A의 채권이 100만원, 3월1일 B의 채권이 70만원, 4월 1일 다시 B의 채권이 50만원 발생하였다 하자. 전통적인 상호계산이론에 의하면 각 채건은 개별성을 잃고 6월 30일에 가서 잔액채권이 B의 20만원 채권으로 확정되지만, 단계적 상호계산이론에 의하면 2월 1일 A의 잔액채권 100만원, 3월 1일 A의 잔액채권 30만원, 4월1일 B의 잔액 채권 20만원이라는 식으로, 채권•채무가 생길 때마다 상계가 행해지고 잔액채권이 확정된다.

### 취지
단계적 상호계산이론의 취지는 상호계산의 당사자의 제3채권자를 보호하기 위한 것이다. 예컨대 위 예에서 A에게 100만원의 채권을 가진 甲이 있다고 하자. 전통적인 상호계산이론에 의하면 甲은 2월 1일에 생긴 A의 채권(100만원)을 압류하지 못하고 잔액이 확정될 때(6월30일)까지 기다려야 한다. 하지만 그 동안 B의 반대채권이 생기고 상계됨으로 해서 甲은 만족을 얻지 못한다. 그러나 단계적 상호계산이론에 의할 경우에는 2월1일 확정된 A의 잔액채권이 있으므로 甲은 이를 압류하여 만족을 얻을 수 있다.

## 참고 문헌
이철송,상법총칙•상행위,(서울: 박영사, 2014)